# Plavica
Plavica (makedonska: Плавица) är ett berg i Nordmakedonien.   Det ligger i kommunen Kratovo, i den nordöstra delen av landet, 60 kilometer öster om huvudstaden Skopje. Toppen på Plavica är 1 296 meter över havet.